# Jiufeng Daoqian
Jiufeng Daoqian (chiń. 九峰道虔, pinyin Jiǔfēng Dàoqián; kor. 구봉도건 Kubong Togŏn; jap. Kyūhō Dōken; wiet. Cửu Phong Đạo Kiền, zm. 923) – chiński mistrz chan.

## Życiorys
Pochodził z Fuzhou. Był uczniem i osobistym służącym mistrza Shishuanga Qingzhu. Po jego śmierci na życzenie innych mnichów został opatem tego klasztoru. Po jakimś czasie przeniósł się na górę Dziewięciu Szczytów (chiń. Jiufeng w Ruizhou w pobliżu dzisiejszego Gao’an w prow. Jiangxi). Jeszcze później przebywał w Shimen i w końcu w Letan.
Jego najwybitniejszym uczniem był Heshan Wuyin.

## Linia przekazu Dharmy zen
Pierwsza liczba oznacza liczbę pokoleń mistrzów od 1 Patriarchy indyjskiego Mahakaśjapy.
Druga liczba oznacza liczbę pokoleń od 28/1 Bodhidharmy, 28 Patriarchy Indii i 1 Patriarchy Chin.
Trzecia liczba oznacza początek linii przekazu w nowym kraju.
- 36/9. Yaoshan Weiyan (751–834)
  - 37/10. Daowu Yuanzhi (769–835)
    - 38/11. Shishuang Qingzhu (807–888)
      - 39/12. Jiufeng Daoqian (zm. 923)
        - 40/13. Heshan Wuyin (891–960) występuje w gong’anie 44 z Biyan lu.
        - 40/13. Baofeng Yanmao (bd)
        - 40/13. Guangmu Xingxiu (bd)
        - 40/13. Tong’an Changcha (bd)
        - 40/13. Letan Kuangwu (bd)
        - 40/13/1. Pŏpgyŏng Hyŏnhwi (875–941) Korea